# Vorab
Vorab – szczyt w Alp Glarneńskich, części Alp Zachodnich. Leży w Szwajcarii, na granicy kantonów Glarus i Gryzonia. Należy do podgrupy Alp Glarneńskich właściwych. Szczyt można zdobyć ze schroniska Sether Unterkunft (2614 m) lub Martinsmadhütte (2002 m).
Vorab ma trzy wierzchołki:
- Glarner Vorab (3018 m),
- Bündner Vorab (3028 m),
- Vorab Pign (2897 m).